# Zygonyx flavicosta
Zygonyx flavicosta – gatunek ważki z rodziny ważkowatych (Libellulidae). Występuje w Afryce Subsaharyjskiej – od zachodniej Ugandy i północnej Zambii po Sierra Leone i Gwineę.